# Латиноамериканска литература
Латиноамериканската литература включва произведенията, написани в Централна и Южна Америка на испански, португалски, френски, както и на местните езици. Към нея спадат и произведения, написани в САЩ на испански език. Нейното глобално процъфтяване през втората половина на 20 век се дължи до голяма степен на известното литературно течение магически реализъм (на испански: realismo magico). Поради тази причина литературата на региона често се свързва главно с това течение, чийто най-известен представител е Габриел Гарсия Маркес. Латиноамериканската литература има дълбоки корени и традиции.
През 60-те и 70-те години на 20 век настъпва т.нар. „латиноамерикански бум“, когато група относително млади латиноамерикански романисти започват да бъдат широко издавани в Европа и по света. Към 2020 г., шест латиноамерикански автори са носители на Нобелова награда за литература: чилийската поетеса Габриела Мистрал (1945), гватемалският прозаик Мигел Астуриас (1967), чилийският поет Пабло Неруда (1971), колумбийският прозаик Габриел Гарсия Маркес (1982), мексиканският поет Октавио Пас (1990) и перуанският прозаик Марио Варгас Льоса (2010).